# تردانیل
تردانیل (به فرانسوی: Trédaniel) یک کمون در فرانسه است که در Canton of Moncontour واقع شده‌است.

## خصوصیات
تردانیل ۱۵٫۹۲ کیلومترمربع مساحت و ۹۷۴ نفر جمعیت دارد.